# Радіохімія
Ра́діохі́мія (англ. radiochemistry, нім. Radiochemie f) — розділ хімії, що займається вивченням хімічних і фізико-хімічних властивостей радіоактивних елементів, речовин. Одна з задач радіохімії — розробка методів концентрації радіоактивних елементів і одержання їх у чистому вигляді. Застосовує експрес-методи для вивчення короткоживучих ізотопів.
Аналітична радіохімія — розділ аналітичної хімії, в якому використання радіоактивності є основою аналітичних процедур.